# Daniel Aráoz (gobernador)
Daniel Aráoz fue un médico y político jujeño que alcanzó la gobernación de su provincia e integró las legislaturas provincial y nacional.

## Biografía
Daniel Aráoz nació en San Salvador de Jujuy el 3 de diciembre de 1826, hijo del general realista Miguel Aráoz y Arce y la jujeña Florencia de Tezanos Pinto Sánchez de Bustamante. 
Tras recibirse como médico en la Universidad de San Marcos de Lima marchó a Europa con el fin de completar sus estudios, revalidando su título en la Universidad de París. 
Regresó a su provincia natal, donde ejerció su profesión. Junto a José Benito de la Bárcena, eran los únicos dos médicos de esa ciudad. Ambos apoyaron el proceso revolucionario de febrero de 1849 que llevó a los unitarios Escolástico Zegada y José López Villar a la gobernación.
Fue elegido diputado al Congreso de la Nación Argentina reunido en Paraná por el período 1856 a 1860. Mientras ejercía su mandato se produjo la batalla de Cepeda. Tras la renuncia de Valentín Alsina a la gobernación del Estado de Buenos Aires, Aráoz y los generales Tomás Guido y Esteban Pedernera fueron designados representantes de la Confederación Argentina para concertar la paz con Buenos Aires, representada en esa oportunidad por Carlos Tejedor y Juan Bautista Peña, firmándose el Pacto de San José de Flores el 11 de noviembre de 1859.
En 1860 fue diputado por Jujuy ante la Convención Nacional reunida en Santa Fe para la reforma de la Constitución Argentina.
Ese año fue reelecto diputado nacional por Jujuy, manteniendo el cargo hasta la disolución del Congreso dos años más tarde. Fue también durante esos años inspector del banco Mauá fundado por el Barón de Mauá en Rosario (Argentina).
De regreso en su provincia, fue elegido gobernador el 3 de febrero de 1863 en reemplazo de Pedro José Portal. Su administración, progresista como la de Portal, fue considerada por los historiadores del período una de las más notable de esa época. El 3 de febrero de 1865 entregó el gobierno, haciéndose nuevamente cargo su antecesor.
Entre 1865 y 1868 fue nuevamente diputado nacional y desde ese año hasta su muerte fue Senador nacional por la provincia de Jujuy. 
Simultáneamente integró la legislatura jujeña: en representación del departamento de la Capital (1866 a 1868) y de Perico del Carmen (1871 al 4 de febrero de 1873). En esa última fecha fue designado ministro de gobierno del gobernador Teófilo Sánchez de Bustamante, con quien colaboró hasta el 2 de abril de ese año. 
Viajando a la ciudad de Buenos Aires murió en la ciudad de Salta el 9 de diciembre de 1875.
Había casado con Aurora Pardo.